# Xinfu (sockenhuvudort i Kina, Heilongjiang Sheng, lat 50,24, long 127,49)
Xinfu (kinesiska: 幸福乡) är en sockenhuvudort i Kina. Den ligger i provinsen Heilongjiang, i den nordöstra delen av landet, omkring 500 kilometer norr om provinshuvudstaden Harbin. Antalet invånare är 12 312. Befolkningen består av 5 789 kvinnor och 6 523 män. Barn under 15 år utgör 11,0 %, vuxna 15-64 år 82 %, och äldre över 65 år 6,0 %.
Runt Xinfu är det glesbefolkat, med 14 invånare per kvadratkilometer. Närmaste större samhälle är Heihe, 0,70 km norr om Xinfu. Trakten runt Xinfu består till största delen av jordbruksmark.